# Lee Han-bin
Lee Han-bin (in hangŭl: 이한빈; Seul, 25 settembre 1988) è un pattinatore di short track sudcoreano. Ha rappresentato la Corea del Sud ai Giochi olimpici di Soči 2014. 

## Palmarès
- Mondiali

Montréal 2014: argento nella staffetta 5000 m;
- Mondiali giovanili

Bolzano 2008: bronzo in classifica generale;